# ファミ通コミック
『ファミ通コミック』（ファミつうコミック）は、かつてアスキーが発行していた日本の漫画雑誌。1992年にムックの体裁で同社が発行しているゲーム情報誌『週刊ファミコン通信（現ファミ通）』の4月17日号の増刊としてno.1が発行された。同年no.2が週刊ファミコン通信7月3日号増刊として発行されたが、同年7月18日、同社のコミック専門誌月刊アスキーコミック創刊に伴い廃刊された。同じく『ファミコン通信』増刊の漫画雑誌『ファミコミ』とは名称も似通っているが別物。
新雑誌ではあったが、掲載作品の多くは過去にファミコン通信及び姉妹誌に掲載されていた漫画作品をまとめて再収録したもので、新規に描き下ろされた作品は僅かであった。内容もゲーム情報誌の増刊だけあって、テレビゲームにちなんだものが大半を占めている。

## no.1掲載作品
- 渡る世間にメガトンパンチ！第一回～最終回（全4話）（桜玉吉）
- プロ野球ポコポン（赤井孝美）
- 脳天逆流劇場（加藤礼次朗）
- はまり道（吉田戦車）
- 最強勇者（IMDのーだ）
- ぼくのハイラルを守って（近藤るるる）
- 勇者異説（馬頭ちーめい）
- 頂く神父（羽生生純）
- ニューハード教師MARIE（岩里ワラジ）
- 初冬（鳴海優道）
- 大江戸百景（藤嵜ヒトシ）
- べーしっ君（荒井清和）
- ソフトパラドックス（鈴木みそ）
- りろりろ（田中ひでお）
- 平成水玉ランド（水玉螢之丞）
- ルナティックLOVERS（とりうみ詳子）

## no.2掲載作品
- ポピュラアース 第一章～最終章（全4話）（鈴木みそ）
- はまり道（吉田戦車）
- モンスターメーカー サ・ガ（九月姫）
- 真・女神転生 番外編（原作:鈴木一也、漫画:御祗島千明）
- 春春の不思議な旅（近藤るるる）
- 三丁目の杉田（能田達規）
- 狼は風邪をひかない（羽生生純）
- LAST STOP（馬頭ちーめい）
- べーしっ君（荒井清和）
- のんきな父さん（桜玉吉）
- DORANEKO ON THE SEA（餅月あんこ）
- ルナティックLOVERS（とりうみ詳子）
- NESIA!!（山本貴嗣）